# 西園寺寧子
西園寺寧子（1292年—1357年9月6日）是日本鎌倉時代至南北朝時代的一位皇族女性，院號廣義門院。她是後伏見上皇的女御，也是光嚴天皇和光明天皇的生母。
在光嚴上皇等眾多北朝皇室成員被南朝綁架之後，西園寺寧子以上皇生母的身份臨朝聽政，成為事實上的治天之君（太上皇帝），也是日本歷史上迄今為止唯一一位女性治天之君。

## 生平
正應五年（1292年）出生在西園寺家族裡。生父為從一位左大臣西園寺公衡，生母是藤原兼子。西園寺家族世代擔任負責朝廷與鎌倉幕府聯絡的關東申次之職，公衡繼承了這個職位，還在朝廷中擔任重要角色。當時皇位由持明院統和大覺寺統之間輪流傳承（兩統迭立），西園寺家族與雙方都結有姻戚關係。
乾元元年（1302年），寧子在持明院統的御所（富小路殿）舉行着袴之禮。嘉元四年（1306年）成為後伏見上皇的女御。
延慶元年（1308年），後伏見上皇以弟富仁親王為猶子。富仁即位成為花園天皇。翌年正月，寧子成為花園天皇的准母，敘從三位，同時接受准三后與廣義門院的院號。此後獲得國母的待遇，為後伏見上皇生下量仁親王（即後來的光嚴天皇）和豐仁親王（即後來的光明天皇）兩子。
花園天皇退位後，大覺寺統的後醍醐天皇繼位。元弘元年（1331年），後醍醐天皇策劃倒幕被發覺，被迫退位（元弘之變）。寧子所生的量仁即位，是為光嚴天皇。此後後伏見上皇是治天之君，廣義門院則是名實兼備的國母。然而好景不長，元弘三年（1333年），後醍醐一方的勢力捲土重來，推翻鎌倉幕府。光嚴天皇被後醍醐逮捕並廢黜。
建武二年（1335年），廣義門院之侄西園寺公宗試圖廢黜後醍醐，恢復後伏見的院政，以復興持明院統，但失敗。翌年後伏見上皇病逝，廣義門院出家。數個月後局勢逆轉，足利尊氏擊敗了後醍醐，將光嚴上皇尊為治天之君並開始院政。廣義門院作為光嚴的生母，再度恢復榮光。廣義門院弔唁後伏見的菩提，於延元四年（1339年）在洛南的伏見離宮創建了大光明寺。
觀應年間爆發了觀應擾亂，足利尊氏與足利直義二人反目。正平六年（1351年）10月，以尊氏為中心的室町幕府認為，為了與直義對抗，很有必要同南朝講和。翌年，南朝見此絕佳的機會，遣北畠親房、楠木正儀攻破京都，將光嚴上皇、光明上皇、崇光天皇以及皇太子直仁親王等北朝重要皇族綁架，押往大和國賀名生囚禁，史稱「正平一統」。不久，足利義詮率軍反撲，奪回了京都。
此時北朝方面的治天之君和天皇皆被俘，政務、人事、儀式和祭祀等事務被迫停止。北朝向南朝方面提出歸還上皇和親王的交涉，但談判破裂。只有光嚴上皇的皇子彌仁王被留在了京都，北朝群臣便決定擁立他為新君主。然而三神器被南朝擄走，根據繼體天皇的先例，新皇即位時若沒有神器，至少必須要有治天之君的傳國詔宣。然而治天之君也被南朝綁架，這成為擺在北朝朝廷面前的最大難題。
為了解決這個難題，六月三日，室町幕府派遣佐佐木道譽、勸修寺經顯為代表，前往廣義門院的住所，希望她代行治天之君的職責。然而對於三上皇和親王被綁架一事，廣義門院對幕府和公家們抱有強烈的不信任感，便一口回絕了義詮的要求。幕府對此毫無辦法，只得不斷地懇求廣義門院，最終廣義門院在六月十九日答應了幕府的請求。
廣義門院雖然代行上皇的職責，但她是事實上的治天之君，開設了院政。自六月十九日起，廣義門院開始發出政務和人事相關的令旨。六月二十七日，下令恢復正平一統以前的官位，開始全面恢復停滯的政務、人事、儀式等事務。同年八月，彌仁王接受廣義門院的令旨而即位，是為後光嚴天皇。南朝在綁架上皇之後的優勢完全喪失。
此後，廣義門院配合處理了皇位繼承、人事、莊園處分、儀式等政務，效果顯著。她在後光嚴天皇繼位之後，仍以治天之君的身份參與朝政。正平十二年七月二十二日（1357年9月6日）病逝，時年六十六歲。